# Poul Mortensen
|  | For den socialdemokratiske politiker med samme navn, se Poul G. Mortensen |
Poul Mortensen (født 19. august 1937 i Svendborg, Danmark) er en dansk tidligere roer.
Mortensen repræsenterede Danmark ved OL 1960 i Rom. Her udgjorde han, sammen med Jannik Madum Andersen, den danske dobbeltsculler. Danskerne kom ind på sidstepladsen i det indledende heat, og herefter på tredjepladsen i opsamlingsheatet, hvilket betød at de ikke kvalificerede sig til semifinalen.